# Manuela Malasaña (opstandeling)
Manuela Malasaña Oñoro (Madrid, 10 maart 1791 – aldaar, 2 of 3 mei 1808) was een Spaanse borduurster die tijdens de Opstand van Dos de Mayo door de Fransen werd gedood. In de collectieve verbeelding symboliseert zij de moed en de dapperheid van de Madrilenen.

## Mythe
Volgens de mythe kwam Manuela Malasaña om het leven tijdens de Opstand van Dos de Mayo toen ze patronen bracht naar de Spaanse soldaten die rond Monteleón met de Franse soldaten in gevecht waren. Ook zou ze de verloofde zijn geweest van artilleriecommandant Pedro Velarde y Santillán, die een van de leiders van de opstand was.

## Geschiedenis
Malasaña had geen relatie met Velarde en had ook geen aandeel in de opstand. Ze werkte als borduurster nabij het park Monteleón waar gevochten werd en ze werd verrast door de Franse troepen toen ze op 2 mei terugkeerde naar haar werk. Als borduurster droeg ze aan haar rok een schaar en de Franse soldaten openden het vuur op iedere burger die iets droeg dat leek op een wapen. Zo werd ook Malasaña door de soldaten neergeschoten.
Volgens de laatste onderzoeken zou Malasaña niet op 2 mei, maar op 3 mei zijn neergeschoten. Ze zou op straat zijn vermoord door een van de vele Franse patrouilles die de lokale bevolking moesten ontwapenen. Toen ze bij haar de schaar vonden voerden ze het bevel van Murat uit en schoten ze haar neer. Ze werd vervolgens begraven in de kerk van San Martin.

## Nalatenschap
In Madrid is er een metrostation naar haar vernoemd. Ook de wijk Malasaña is naar haar vernoemd.